# Forstlicher Versuchsgarten Grafrath

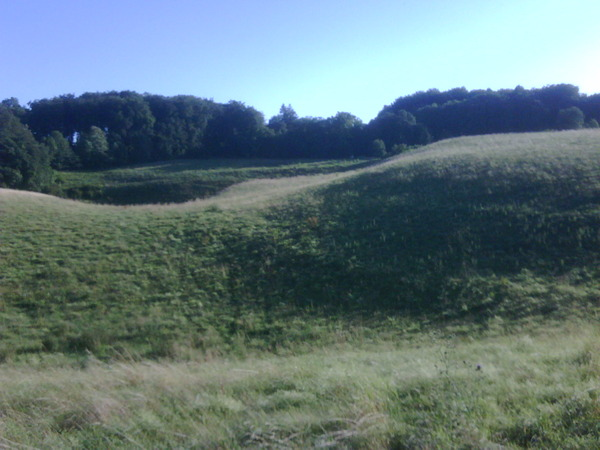
Entorno del arboreto.

El Forstlicher Versuchsgarten Grafrath ( español: Jardín de Pruebas de Silvicutura de Grafrath), es un arboreto de 34 hectáreas de extensión, administrado por el Bayerische Landesanstalt für Wald und Forstwirtschaft. 

## Localización
Está ubicado en la calle Jesenwanger 11, Grafrath, Baviera, Alemania. Se encuentra abierto al público en los meses cálidos del año, siendo la entrada gratuita.

## Historia
El arboreto fue creado en 1881, y desde 1995 está siendo administrado por el organismo del Land de Baviera, Bayerische Landesanstalt für Wald und Forstwirtschaft (LWF). 

## Colecciones
Alberga a más de 200 especies de árboles y arbustos procedentes de las Américas, Asia, y Europa.